# Justizvollzugsanstalt Weiterstadt
Die Justizvollzugsanstalt Weiterstadt ist eine Haftanstalt im südhessischen Weiterstadt.

## Geschichte
Die JVA Weiterstadt wurde 1997 eröffnet. Nach einer zwölfjährigen Bauzeit konnten die ersten Inhaftierten aus der Haftanstalt Frankfurt-Preungesheim überstellt werden. Die lange Bauzeit kam zustande, da die JVA Weiterstadt am 27. März 1993 vor der geplanten Eröffnung durch einen Sprengstoffanschlag der Roten Armee Fraktion fast komplett zerstört wurde. Der Schaden wurde auf rund 123 Millionen Deutsche Mark geschätzt.
Heute befindet sich in einem Hochsicherheitstrakt die Gemeinsame elektronische Überwachungsstelle der Länder (GÜL), der zentralen Überwachungsstelle sämtlicher Personen in Deutschland mit einer elektronischen Fußfessel.

## Belegung
Die JVA bietet Platz für 815 Häftlinge; sie war zeitweise mit über 1000 Inhaftierten belegt. Anfangs bestand sie aus sieben Unterkunftshäusern (Häuser A/B/C/D/E/F und G) und diente nur dem Vollzug von Untersuchungshaft. Im Jahr 2001 wurde eine Einweisungsabteilung in Containerbauweise, das Haus S, angegliedert. Diese ist für Strafgefangene mit einer Reststrafzeit von über 24 Monaten vorgesehen. Der Standort der Einweisungsabteilung war ursprünglich für die Errichtung eines Krankenhauses für Gefangene vorgesehen, konnte aber aufgrund von Geldmangel wegen des Sprengstoffanschlags (siehe oben) nicht realisiert werden. Ferner sind in der Anstalt eine Kirche, ein Sportplatz und eine Schwimmhalle für Resozialisierungsprojekte untergebracht.
Der Anteil der ausländischen Personen an den Häftlingen erreichte 1999 einen Höchststand mit 83,12 % der Gefangenen und ging seitdem zurück auf 63,8 % im Jahre 2007.
Am 10. Juni 2009 wurde bekannt, dass der Schwerverbrecher Thomas Wolf in die JVA Weiterstadt verlegt wurde.

## Kritik
Die Opposition im Landtag und der Landesrechnungshof rügten Weiterstadt als „Luxusgefängnis“. Die Kosten für ein Schwimmbad, Innenhöfe mit dekorativen Natursteinquadern, Wasser und Zierpflanzen wurden von den Rechnungsprüfern bemängelt. Der Justizminister Rupert von Plottnitz wurde für die gewaltigen Kosten kritisiert, mit denen ein „Nobelknast“ oder ein „Erholungsheim“ für Gefangene errichtet worden sei.

## Trivia
Das äußere Erscheinungsbild der JVA Weiterstadt wird in der US-amerikanischen Science-Fiction-Serie Fringe – Grenzfälle des FBI gezeigt.